# 외출 (1983년 영화)
"외출"은 1983년에 개봉한 대한민국의 영화이다.

## 캐스팅
- 김지미
- 남궁원
- 김보애
- 이영하
- 나영희
- 홍은성
- 김주승
- 박기택
- 진봉진
- 박소현
- 고인배
- 백동화
- 문미봉
- 오중근
- 남포동